# Архиепархия Армы
Архиепархия Армы (лат. Archidioecesis Armachana) — архиепархия Римско-Католической церкви с центром в городе Арма, Северная Ирландия. Архиепархия Армы распространяет свою юрисдикцию на всю территорию графства Лаут и часть графств Лондондерри, Тирон и Арма. В митрополию Армы входят епархии Арды и Клонмакнойса, Дауна и Коннора, Дерри, Дромора, Килмора, Клохера, Мита и Рафо. Кафедральным собором архиепархии Армы является собор святого Патрика.

## История
Архиепархия Арма была основана в 445 году первым епископом Ирландии святым Патриком, который построил в Арме первый католический храм и основал здесь первую богословскую школу, привлекшую многочисленных желающих обучаться в ней.
В 1152 году состоялся Келлский синод, который разделил Ирландию на четыре церковных провинции, при этом архиепархия Армы сохранила свой статус.
В конце XIII века началось строительство нового кафедрального собора.
Во время начала английской Реформация Римский папа Павел III сместил с кафедры архиепархии Армы архиепископа Георгия Кромера. В 1553 году английский король Эдуард VI назначил Хью Гудакра архиепископом Армы. Хью Гудакр передал имущество архиепархии Армы в англиканскую церковь. В 1585 году скончался католический архиепископ Армы, ранее проведший в заключении в Лондоне восемнадцать лет. Его преемник Эдмунд МакГауран умер в 1594 году после многочисленных пыток. Последующие католические архиепископы Армы проживали в Риме и не могли законным образом взойти на свою кафедру из-за преследований со стороны английских властей.
В середине XVIII века архиепископ Хью О’Рейли поддержал восстание ирландцев против Англии. Преемник Хью О’Рейли архиепископ Эдмунд О’Рейли был выслан из Англии и скончался в Лувене. Архиепископ Оливер Планкетт отстаивал права архиепархии Армы от притязаний на первенство архиепархии Дублина. 1 июля 1681 года Оливер Планкетт был казнён после суда, который обвинил его в государственной измене.
В 1719 году Римский папа Климент XI выпустил два бреве, которыми подтвердил первенство архиепархии Армы. В это время католические архиепископы находились на нелегальном положении и скрывались в подполье.
В XVIII веке антикатолические настроения в Великобритании стали постепенно снижаться и архиепископ Ричард О’Рейли стал первым католическим архиепископом Армы, которым мог открыто осуществлять свои полномочия. В 1793 году он начал строительство нового прокафедрального собора святого Петра, который стал первым католическим храмом, построенным после английской Реформации.
В середине XIX века было начато строительство нового кафедрального собора святого Патрика, который был торжественно освящён 21 июля 1904 года кардиналом Винченцо Ваннутелли.
В настоящее время архиепископы Армы имеют титул Примас всей Ирландии.

## Ординарии архиепархии
- святой Патрик (445—455);
- святой Бенигний (455—465);
- Jarlath (465 — 11.02.482);
- Cormac (482 — 17.02.497);
- Duach I (497—513);
- Ailild I (? — 13.01.526);
- Ailild II (? — 1.07.536);
- Duach II (536—548);
- David MacGuaire (548—551);
- Feidlimid Fin (551—578);
- Cairlan (578—588);
- Eochaid MacDermod (588 — январь 598);
- Senach (598—610);
- McLaisir (610 — 2.09.623);
- Thomian MacRenan (623 — 10.01.661);
- Segon (661 — 24.05.688);
- Flan (693 — 24.04.715);
- Suibney (715 — 21.06.730);
- Congusa (730—750);
- Ceile Petrus (750—758);
- Ferdachry (758—768);
- Fendaloch (768—771);
- Dubdalethy (778—793);
- Ardilac (793—794);
- Cudiniscus (794—798);
- Conmach (798—807);
- Torbac MacGorman (807 — 16.07.808);
- Nuat MacSegene (808 — 19.02.812);
- Flangus MacLoingle (812—822);
- Artrigius (822—833);
- Eugenius (826—834);
- Faranan (? — 848);
- Dermod O’Tigernach (? — 852);
- Factna (852 — 6.10.874);
- Ainmire (874—875);
- Catasach MacRabartach (875—883);
- Maeloba MacCrumvail (883—885);
- Mael Brigid MacDornan (886 — 22.02.927);
- Joseph (927—936);
- Malpatrick MacMaol Tule (936—956);
- Catasach MacDulgin (? — 957);
- Muiderach (957—966);
- Dubdaleth II (966 — 2.06.998);
- Murechan (998—1001);
- Melmurry (? — 3.06.1020);
- Amalgaid (1021—1050);
- Dubtalech (? — 1064 dimesso);
- Maelisa (? — 24.12.1091);
- Donald MacAmalgaid (? — 12.08.1105);
- святой Cellach (23.09.1106 — 1.04.1129);
- святой Малахия (1134 — 1.11.1148);
- Giolla Josa (1152 — 27.03.1174);
- Cornelius MacConcalede (? — 1175);
- Gilbert O’Caran (1175—1180);
- Thomas O’Conor (1180—1184);
- Maelisa O’Carrol (1184);
- Amlave O’Murid (? — 1185);
- Thomas O’Conor (1186—1201);
- Eugene MacGillivider (1202—1216);
- Luke Netterville (1217 — 17.04.1227);
- Donatus O’Fidabra (1227 — октябрь 1237);
- Albert Suerbeer (30.09.1240 — 9.07.1247) — назначен епископом Любека;
- Reginald (28.10.1247 — 1256);
- Abraham O’Connellan (16.03.1257 — 21.12.1260);
- Patrick O’Scanlan (5.11.1261 — 16.03.1270);
- Nicholas McMaelisa (14.07.1270 — 10.05.1303);
- Dionysius (1303/1304 — ?);
- John Taaffe (27.08.1306 — ?);
- Walter Joyce (6.08.1307 — 13.11.1311);
- Roland Joyce (13.11.1311 — 22.08.1322);
- Stephen Seagrave (16.03.1323 — 27.10.1333);
- David Mageraghty (4.07.1334 — 16.05.1346);
- Richard Fitz-Ralph (31.07.1346 — 16.11.1360);
- Milo Sweetman (29.10.1361 — 11.08.1380);
- John Colton (1381—1404);
- Nicholas Fleming (11.11.1404 — 1416);
- John Swayne (10.10.1418 — 27.03.1439);
- John Prene (27.03.1439 — июнь 1443);
- John Mey (26.08.1443 — 1456);
- John Bole (2.05.1457 — 18.02.1471);
- John Foxalls (16.12.1471 — 1474);
- Edmund Connesburgh (5.06.1475 — ноябрь 1477);
- Ottaviano Spinelli (23.07.1478 — июнь 1513);
- John Kite (24.10.1513 — 12.07.1521) — назначен епископом Карлайла;
- George Cromer (2.10.1521 — 23.07.1539);
- Robert Wauchope (23.07.1539 — 1545);
- Robert Wauchope (1545 — 10.11.1551);
- George Dowdall (1.03.1533 — 15.08.1558);
- Donagh O’Tighe (7.02.1560 — 1562);
- Richard Creagh (22.03.1564 — 14.10.1585);
- Edmund MacGauran (1.07.1587- 15.02.1594);
  - Sede vacante (1594—1601);
- Peter Lombard (9.07.1601 — 5.09.1625);
- Hugh MacCawell (27.04.1626 — 22.09.1626);
- Hugh O’Reilly (21.08.1628 — февраль 1653);
- Edmund O’Reilly (16.04.1657 — 8.03.1669);
- святой Оливер Планкетт (3.08.1669 — 11.07.1681);
- Dominic MacGuire (12.01.1684 — 27.09.1707);
- Hugh McMahon (5.07.1715 — 2.08.1737);
- Bernard McMahon (8.11.1737 — 27.05.1747);
- Ross McMahon (3.08.1747 — 29.10.1748);
- Michael O’Reilly (23.01.1749 — 1758);
- Anthony Blake (21.04.1768 — 29.11.1787);
- Richard Reilly (29.11.1787 — 31.01.1818);
- Patrick Curtis (28.10.1819 — 26.07.1832);
- Thomas Kelly (26.07.1832 — 13.01.1835);
- William Crolly (8.05.1835 — 6.04.1849);
- Пол Каллен (8.01.1850 — 3.05.1852) — назначен архиепископом Дублина;
- Joseph Dixon (4.10.1852 — 29.04.1866);
- Michael Kieran (22.02.1867 — 15.09.1869);
- Daniel McGettigan (6.03.1870 — 3.12.1887);
- кардинал Майкл Лог (3.12.1887 — 19.11.1924);
- кардинал Патрик Джозеф О’Доннелл (19.11.1924 — 22.10.1927);
- кардинал Джозеф Макрори (22.06.1928 — 13.10.1945);
- кардинал Джон Фрэнсис Д’Алтон (13.06.1946 — 1.02.1963);
- кардинал Уильям Джон Конвэй (9.09.1963 — 17.04.1977);
- кардинал Томас Фии (18.08.1977 — 8.05.1990);
- кардинал Кахал Брендан Дейли (6.11.1990 — 1.10.1996);
- кардинал Шон Брейди (1.10.1996 — 8.09.2014);
- архиепископ Имон Мартин (8.09.2014 — по настоящее время).